# Baureihe 23
Baureihe 23 – niemiecka lokomotywa parowa produkowana w latach 1950–1959. Zostały wyprodukowane w liczbie 105 sztuk. Były używane do prowadzenia pociągów pasażerskich. Parowozy niemieckie kursowały do 1976 roku.

## Historia
W pierwotnych programach Einheitslokomotiven nie było parowozu o układzie osi 1'C1' a jeszcze w latach trzydziestych liczono się z produkcją nowych parowozów o układzie osi 2'C z wąskim paleniskiem które miały zastąpić Baureihe 38. W 1941 roku wyprodukowano wreszcie dwa pierwsze parowozy Baureihe 23 według rysunków technicznych. W czasie wojny wstrzymano produkcję parowozów. Dopiero w 1950 roku kolej federalna wznowiła produkcję parowozów.

## Opis techniczny
Parowozy Baureihe 23 miały spawany kocioł z paleniskiem i komorą spalania, były wyposażone w podgrzewacz wody zasilającej z mieszadłem. Spawana ostoja była wykonana z blachy. Parowóz posiadał wózek Kraussa-Helmholtza. W czasie produkcji korbowody i wiązary otrzymały łożyska toczne. Suwaki ze stawidłem Heusingera miały samoczynne wyrównywacze ciśnienia. Przestawiając mechanizm wahadłowy można było zmienić nacisk osi. Tender był samonośną konstrukcją spawaną.
W czasie produkcji i eksploatacji wprowadzono wiele udoskonaleń i zmian konstrukcyjnych. Kocioł był bardzo wydajny, zwłaszcza przy intensywnej pracy parowozów. Parowozy mogły prowadzić po torze poziomym składy o masie 600 t z maksymalną prędkością 110 km/h.